# 谷垣健治
谷垣 健治（たにがき けんじ、1970年10月13日 - ）は、日本の映画監督、アクション監督、スタント・コーディネーターである。「香港動作特技演員公會　Hong Kong Stuntman Association」に所属する唯一の日本人。日俳連アクション部会委員長。DGA（全米監督協会）会員。

## 来歴
1970年10月13日、奈良県に生まれる。小学生の時にジャッキー・チェンの『スネーキーモンキー 蛇拳』をテレビで観て衝撃を受け、それ以降ジャッキー・チェンに憧れて近所の児童センターで前宙やバック宙の練習をするようになる。高校時代は少林寺拳法部に所属、県大会で優勝し全国大会にも出場した
。
高校3年生の春休みに初めての海外旅行で訪れた香港で、ジャッキー・チェンの『奇蹟/ミラクル』のスタジオ撮影を徹夜で見学、将来あの集団（撮影チーム）の中に入りたいと決意する
。
1989年大学入学と同時に、70年代からのアクション俳優倉田保昭主宰の倉田アクションクラブ大阪養成所に加入、4年間のほとんどをアクションクラブで過ごし、ショーや、映画・テレビドラマにスタントマンとして出演することもあった。
1993年の大学卒業後は就職せずに、何のつてもないまま22歳で単身香港に渡り、広東語を学びながらイエローページで捜した200社近くもの映画関連会社をまわる日々を送った。が、言葉もよくわからない日本人に仕事を与える会社はなく、ある日マクドナルドで声をかけて来たエキストラ派遣会社の人間から初仕事をもらうことになるが、映画撮影だと思ったそれは警察での強盗容疑者の面通しのダミーであったりした
。
しかしそれが縁でテレビや映画のエキストラの仕事につくようになり、1年後には、香港のアクション監督であるトン・ワイからの推薦を受け「香港動作特技演員公會（香港スタントマン協会）」の所属メンバーとなり
、数多くの映画に携わった。
1995年のATVのテレビドラマ『精武門』では香港のアクション俳優でアクション監督でもあるドニー・イェンの現場にスタントマンとして参加。その後の映画撮影を通じてドニー・イェンに信頼された彼は、中国、ドイツ、チェコ、日本と様々な国でドニー・イェンがアクション監督を務めるドラマや映画の多くに日本人スタントマンを率いて補佐するようになる
。
初アクション監督作品は、2001年キャロル・ライ監督の香港映画『金魚のしずく』。これ以降は日本でも、共同監督やスタントコーディネーター、ゲームのオープニングムービーのアクション監督などを担当、2006年に恩師倉田保昭と日本のアクションスター千葉真一の共演を実現させた劇場映画『マスター・オブ・サンダー　決戦！！封魔龍虎伝』を監督した。
2012年には『るろうに剣心』にてアクション監督をつとめた。この作品の監督大友啓史のインタビューによると、ドニー・イェン監督主演作『ドラゴン危機一発'97』を「随分ヤンチャしてるな」と観た監督が、彼と仕事をしている谷垣健治に白羽の矢を立てたという
。
日本の『ワンス・アポン・ア・タイム・イン・チャイナ』を目指そう、を合言葉に制作されたこの映画は

日本で興行収入37億円を超えるヒット作となり

ジャパンアクションアワード2013において、ベストスタント賞（神谷道場襲撃・剣心VS刃衛ラストシーン）、ベストアクション男優（佐藤健）、ベストアクション作品賞、そして谷垣個人がベストアクションコーディネーター賞を受賞している
。
その後も2014年のテレビ朝日開局55周年記念番組『宮本武蔵』や、るろうに剣心シリーズの続編『るろうに剣心 京都大火編 / 伝説の最期編』で引き続きアクション監督を任されており、この映画で四乃森蒼紫に扮した伊勢谷友介はアクションチームの仕事ぶりに「スキルの高さとあきらめない姿勢がすごい。これだけのアクションシーンが撮れたのは、僕ら役者の根性というよりは、彼らのクオリティの高さです」と語り

、志々雄真実を演じた藤原竜也はインタビューで「谷垣さんの手法が、今後の映画界を席巻していくんじゃないかなと思います。谷垣さんのアクション部なくして、『るろうに剣心』は語れません」と述べている
。
それをきっかけに中国作品でもアクション監督としてオファーが相次ぎ、『捉妖記2（原題・2018年）』『スーパーティーチャー 熱血格闘』をはじめ、ドニー・イェン主演作『燃えよデブゴン TOKYO MISSION（原題：肥龍過江）』（2020年、日本公開は2021年）では監督を務めた。
また2018年には、台湾の第55回金馬奨において『邪不圧正（原題・2018年）』で、日本人として初めて最優秀アクション監督賞を受賞している。
さらに2024年には、アクション監督を務めた『トワイライト・ウォリアーズ 決戦! 九龍城砦』（2024年、日本公開日は2025年）が香港歴代中国語映画興行収入ランキング第2位を記録するヒット作となり、香港で社会的な現象が巻き起こっているのみならず日本でもブームとなっている。
2025年4月の香港電影金像奨にて同作により最優秀動作設計賞を受賞。

## 谷垣健治と4人の香港映画人
谷垣健治はかつてこう語った。映画を僕に教えてくれたのは香港、僕の国籍は日本だけど、“映画国籍”は香港だと思っている。自分の中の香港映画のＤＮＡは変えようがないので香港的な部分と日本人的な部分も含め個性として自分のスタイルが残せ、撮りたいものが撮れて、それがヒットしたらいちばんいい
。

### ジャッキー・チェン
谷垣健治が映画の世界に飛びこむことになった原点は、たまたまテレビで観たジャッキー・チェンの映画である。その後香港でジャッキーの撮影現場を見学しあの場に参加したいと帰国後「倉田アクションクラブ」の門を叩いた。再び香港を訪れた際には出待ちをし勢いでジャッキーに「香港でスタントマンになりたい」と技を見せる機会を得た。30分もの間話をしてもらい「香港での映画の仕事より日本で他の仕事をした方がいい」とアドバイスを受ける
。
その2年後エキストラとしてついた『酔拳2』の現場で彼を覚えていたジャッキーから「香港に住んでいるのか？」と声をかけられ、谷垣の心にはモヤモヤしたものが残ったという
。
1995年の『デッドヒート』や2003年『ツインズ・エフェクト』などでも裏方として働いたが、深く関わる事になったのは2009年の『新宿インシデント』の時。日本ロケがほとんどのこの作品で、アクション・コーディネーターをつとめたチン・ガーロッのアシスタントを途中から担当し、次第に現場やジャッキーからの信頼を得てゆく過程が著書『アクション映画バカ一代』に記されている。打ち上げの部屋ではジャッキーから、ケンジ、お前は香港に来たばっかりのころはバカだったな、でも今は良くやってる、とねぎらいの言葉をもらい長年のつかえが取れた気がしたと結んだ
。

### トン・ワイ
香港に来たばかりの頃、あてもなく映画制作会社をまわっていたときに谷垣は有名なアクション監督であるトン・ワイの事務所を訪ねた。彼は話を聞いてくれた数少ない一人であり「何か困ったことがあったら連絡してくれ」と電話番号を教えてくれ、くじけそうになる中でとても励みになったという
。
その後エキストラ派遣会社から仕事をもらうようになり様々な現場に出入りするようになったある日、トン・ワイの現場についたところその事を覚えていた彼から「香港動作特技演員公會（香港スタントマン協会）」には加入してるのかと訊かれた。本来その申請には武術指導（スタントコーディネーター）3人の推薦がなくてはならない。当時の谷垣には頼める相手などいなかったが、「任せておけ」と協会の副会長をしていたトン・ワイが推薦してくれたことで唯一の日本人会員が誕生した
。

### リドリー・チョイ
スタントマン協会に加入後、谷垣がついたアクション監督。12歳でスタントマンとなり自ら数々のハードなスタントを実演してきたリドリー・チョイだけにその要求は厳しく、気に入って使ってくれているのかと思っていたが実は危険すぎて誰もやりたがらなかっただけかもと谷垣はのちに述懐している
。
そんな彼のアシスタント兼スタントマンとして、たとえば海外ロケを含め10日で撮り終えるような低予算映画で、12～13メートルのクレーンから木を突き抜け、飛び降り地点からは見えない段ボールの上に落ちるといった多くのスタントをこなした
。

### ドニー・イェン
ドニー・イェンのもとで仕事をした主な作品としては『ドラゴン危機一発'97』、『ドニー・イェン COOL』、『THE PUMA ザ・ピューマ』、『ブレイド2』、『SPL/狼よ静かに死ね』、『導火線 FLASH POINT』、『孫文の義士団』、『レジェンド・オブ・フィスト 怒りの鉄拳』、『捜査官X』などがある。
谷垣は、アクションの構築の仕方をはじめ多くをドニー・イェンに付いて現場で学んだ。いわば映画製作についての一番の師匠であり、彼の現場の進め方が自分の進め方になっているという。谷垣自身の言葉によれば、人使いの荒いドニーにロケハンから編集までさせられ、またモニターを見て修正点を彼から聞いてすぐに役者に伝えるという作業はとても鍛えられたし役に立った、とインタビューで述べている
。それ以外でも『捜査官X』において牛小屋から牛が滝を落ちる重要なカットのカメラマンを務めるなど
香港スタイルの多岐にわたった役割を担っていて、このような経験は自身がアクション監督を担当した『るろうに剣心 京都大火編』にも活かされた。カメラマンである石坂拓郎の談話によると、剣心が屋根を走るシーンをクレーンからワイヤーで吊るされ高速移動しながらカメラで捉えたのはアクション部の人間である。
そんな谷垣に対してドニー・イェンも自らがアクション監督を務めた『修羅雪姫』特別プレミアム版DVD
の特典映像インタビューにおいて、長年にわたり自分を信じバックアップしてくれた「Kenji Tanigaki-san」に感謝を捧げ、「僕の知識を彼に受け継いで欲しい。彼なら将来日本で屈指のアクション監督になれるはず、世界的な活躍も期待できる」と言葉を残しており、また2014年9月19日にWOWOWで放映されたドキュメンタリー『日本のアクションを変える男 谷垣健治　〜香港の現場から映画「るろうに剣心」へ〜』
でのコメントで「Kenjiはとても勤勉で一生懸命努力していた。こうして活躍しているのは嬉しいよ、彼は僕の誇り」と語っていて、自ら主演する『スーパーティーチャー 熱血格闘』でアクション監督を、そして『燃えよデブゴン TOKYO MISSION』（2020年）では監督を任せている。
ドニー・イェンは『燃えよデブゴン TOKYO MISSION』の監督を谷垣に任せた理由として、1980年代の香港旧正月映画や、アクションコメディ大作のスタイルを再現したかったこと、それに加えて、日本人である谷垣が持つ「日本の文化や特徴」を映画に取り入れたかったため、と説明している。

## おもな参加作品

### アクション監督
- 金魚のしずく（2001年）
- 龍虎兄弟（2002年）
- SDガンダムフォース（2003年）
- 俺は鰯（2003年）
- 闇武者（2003年）
- あゝ!一軒家プロレス（2004年）
- ミラーマンREFLEX（2005年）
- 笑う大天使（2006年）
- カクトウ便（2007年）
- リアル鬼ごっこ（2008年）
- ペルソナ（2008年）
- カンフーくん（2008年）
- カムイ外伝（2009年）
- 新・闇武者（2010年）
- るろうに剣心（2012年)
- 猿飛三世（2012年、NHK BS）
- SAMURAI ROCK 吉川晃司ミュージックビデオ（2013年）
- 宮本武蔵（2014年、テレビ朝日）
- るろうに剣心 京都大火編（2014年）
- るろうに剣心 伝説の最期編（2014年）
- 僕たちは戦わない AKB48ミュージックビデオ（2015年）
- 消失的凶手（原題・2015年）
- VOICES VOICEミュージックビデオ（2015年）
- 本がつなげる恋物語（2016年）
- 擺渡人（原題・2016年）
- 新宿スワンII（2017年）
- 心理罪之城市之光（原題・2017年）
- モンスター・ハント　王の末裔（2018年）
- 邪不圧正（原題・2018年）
- スーパーティーチャー 熱血格闘（2018年）
- るろうに剣心 最終章 The Final（2021年）
- るろうに剣心 最終章 The Beginning（2021年）
- G.I.ジョー:漆黒のスネークアイズ（2021年 米国）
- レイジング・ファイア（2021年、中国）
- シャクラ（2023年、中国）
- トワイライト・ウォリアーズ 決戦！九龍城砦（2024年、香港）

### スタントコーディネーター
- ドラゴン危機一発97（1997年/兼スタント）
- ドニー・イェン COOL（1998年/兼スタント）
- もういちど逢いたくて/星月童話（1999年）
- THE PUMA ザ・ピューマ（1999-2000年、ドイツRTL/兼スタント、出演）
- 修羅雪姫（2001年）
- ブレイド2（2002年）
- ツインズ・エフェクト（2003年/兼スタント）
- SPL/狼よ静かに死ね（2005年/兼出演）
- ALWAYS　三丁目の夕日（2005年）
- 導火線 FLASH POINT（2007年/兼出演）
- 新宿インシデント（2009年）
- 孫文の義士団(2009年)
- 七瀬ふたたび（2010年）
- レジェンド・オブ・フィスト 怒りの鉄拳（2010年）
- タマホームCM 木村拓哉出演「日本の家は高いの？」篇（2010年）
- タマホームCM 木村拓哉出演「チラシ」篇（2010年）
- 三国志英傑伝 関羽（2011年）
- 捜査官X（2011年/兼出演）
- スペシャルID 特殊身分(2013年)
- モンキー・マジック 孫悟空誕生(2014年)
- キリンメッツピーチCM でんぱ組.inc出演（2015年）
- カップヌードルCM 佐藤健出演 「STAYHOT ウマい」編(2015年）
- ストナCM浅田真央出演「風邪VSストナ」編（2015年）
- ENERGY in ゼリー　櫻井翔出演（2015年）
- キリンメッツCM 大野智、相葉雅紀、松本潤出演 「METS-MEN」シリーズ（2016年）

### 監督
- 無人島物語　BRQ（2001年）
- 隠忍術〜しのび〜（2002年）
- 隠忍術〜しのび〜・弐（2002年）
- 女ドラゴン軍団VSくの一五人衆～飛龍紅雲山～（2005年）
- 不思議の国の有栖川ナミ（2005年/監督・脚本）
- マスター・オブ・サンダー　決戦！！封魔龍虎伝（2006年）
- Sinomax 香港CM ドニー・イェン出演 （2015年）
- 燃えよデブゴン TOKYO MISSION（原題：肥龍過江）（2020年）

### ゲーム
- DEATH BY DEGREES  NINA WIILIAMS（2003年/オープニングムービー・アクション監督）
- 鬼武者3（2004年/セカンドアクションディレクター）
- 真・三國無双4（2005年/オープニングムービー・アクション監督）
- 天下人（2006年/オープニングムービー・アクション監督）
- 真・三國無双Online（2006年/オープニングムービー・アクション監督）
- Soul of the Ultimate Nation（2007年/オープニングムービー・アクション監督）
- 真・三國無双5（2007年/オープニングムービー・アクション監督）
- 戦国無双3（2009年/オープニングムービー監督）
- 真・三國無双6（2010年/オープニングムービー監督）
- 真・三國無双7（2013年/オープニングムービー監督）
- 討鬼伝 極（2014年/オープニングムービー総監修）

### その他
- 『フィスト・オブ・レジェンド 怒りの鉄拳』（1994年/出演）
- モータルコンバット2（1997年/スタント）
- ドリフト（2000年/出演・「子ネズミ」役）
- 拳陣　FATAL CONTACT（2006年/出演）

## 主な受賞歴
- 2013年 
  - ジャパンアクションアワード2013
    - ベストアクションコーディネーター最優秀賞『るろうに剣心』『猿飛三世』[28][29]
- 2015年　
  - ジャパンアクションアワード2015
    - ベストアクション監督賞『るろうに剣心 京都大火編 / 伝説の最期編』[30]
- 2018年
  - 第55回金馬奨 最佳動作設計『邪不圧正（原題）』
- 2019年
  - Taurus World Stunt Awards Best Action in a Foreign Film ノミネート『スーパーティーチャー 熱血格闘』
- 2022年
  - 第40回香港電影金像奨 最佳動作設計『レイジング・ファイア』(甄子丹、谷軒昭、李忠志と)
- 2025年 
  - 第43回香港電影金像奨 最佳動作設計『トワイライト・ウォリアーズ 決戦! 九龍城砦』

## 著書
- 『香港電影 燃えよ!!スタントマン』（1998年 小学館　ISBN 9784093851039）
- 『ドニー・イェン　アクションブック』（2005年 ドニー・イェン著/谷垣健治監修　キネマ旬報社  ISBN 9784873762593）
- 『アクション映画バカ一代』（2013年 洋泉社  ISBN 9784800301024）